# Cissé (Vienne)
Cissé é uma comuna francesa na região administrativa da Nova Aquitânia, no departamento de Vienne. Estende-se por uma área de 16,92 km². Em 2010 a comuna tinha 2 855 habitantes (densidade: 168,7 hab./km²).